# Grand Prix USA 1979
Grand Prix USA 1979 (oficiálně XXII Toyota United States Grand Prix) se jela na okruhu Watkins Glen International ve Watkins Glen v New Yorku ve Spojených státech amerických dne 7. října 1979. Závod byl patnáctým a zároveň posledním v pořadí v sezóně 1979 šampionátu Formule 1.

## Závod
| Poř.   | No. | Jezdec                | Konstruktér     | Počet kol | Čas/Odstoupení | Pořadí na startu | Body |
| ------ | --- | --------------------- | --------------- | --------- | -------------- | ---------------- | ---- |
| 1      | 12  | Gilles Villeneuve     | Ferrari         | 59        | 1:52:17.734    | 3                | 9    |
| 2      | 16  | René Arnoux           | Renault         | 59        | + 48.787       | 7                | 6    |
| 3      | 3   | Didier Pironi         | Tyrrell-Ford    | 59        | + 53.199       | 10               | 4    |
| 4      | 18  | Elio de Angelis       | Shadow-Ford     | 59        | + 1:30.512     | 20               | 3    |
| 5      | 9   | Hans-Joachim Stuck    | ATS-Ford        | 59        | + 1:41.259     | 14               | 2    |
| 6      | 7   | John Watson           | McLaren-Ford    | 58        | + 1 kolo       | 13               | 1    |
| 7      | 14  | Emerson Fittipaldi    | Fittipaldi-Ford | 54        | + 5 kol        | 23               |      |
| Ret    | 6   | Nelson Piquet         | Brabham-Ford    | 53        | Převody        | 2                |      |
| Ret    | 33  | Derek Daly            | Tyrrell-Ford    | 52        | Smyk           | 15               |      |
| Ret    | 11  | Jody Scheckter        | Ferrari         | 48        | Pneumatika     | 16               |      |
| Ret    | 29  | Riccardo Patrese      | Arrows-Ford     | 44        | Zavěšení       | 19               |      |
| Ret    | 27  | Alan Jones            | Williams-Ford   | 36        | Kolo           | 1                |      |
| Ret    | 22  | Marc Surer            | Ensign-Ford     | 32        | Motor          | 21               |      |
| Ret    | 28  | Clay Regazzoni        | Williams-Ford   | 29        | Nehoda         | 5                |      |
| Ret    | 5   | Ricardo Zunino        | Brabham-Ford    | 25        | Smyk           | 9                |      |
| Ret    | 15  | Jean-Pierre Jabouille | Renault         | 24        | Motor          | 8                |      |
| Ret    | 20  | Keke Rosberg          | Wolf-Ford       | 20        | Nehoda         | 12               |      |
| Ret    | 8   | Patrick Tambay        | McLaren-Ford    | 20        | Motor          | 22               |      |
| Ret    | 4   | Jean-Pierre Jarier    | Tyrrell-Ford    | 18        | Nehoda         | 11               |      |
| Ret    | 1   | Mario Andretti        | Lotus-Ford      | 16        | Převodovka     | 17               |      |
| Ret    | 2   | Carlos Reutemann      | Lotus-Ford      | 6         | Smyk           | 6                |      |
| Ret    | 26  | Jacques Laffite       | Ligier-Ford     | 3         | Smyk           | 4                |      |
| Ret    | 25  | Jacky Ickx            | Ligier-Ford     | 2         | Smyk           | 24               |      |
| Ret    | 35  | Bruno Giacomelli      | Alfa Romeo      | 0         | Smyk           | 18               |      |
| DNQ    | 36  | Vittorio Brambilla    | Alfa Romeo      |           |                |                  |      |
| DNQ    | 30  | Jochen Mass           | Arrows-Ford     |           |                |                  |      |
| DNQ    | 17  | Jan Lammers           | Shadow-Ford     |           |                |                  |      |
| DNQ    | 31  | Héctor Rebaque        | Rebaque-Ford    |           |                |                  |      |
| DNQ    | 19  | Alex Ribeiro          | Fittipaldi-Ford |           |                |                  |      |
| DNQ    | 24  | Arturo Merzario       | Merzario-Ford   |           |                |                  |      |
| Zdroj: |     |                       |                 |           |                |                  |      |

## Konečné pořadí po závodě
Pohár jezdců
| Pořadí | Jezdec            | Body    |
| ------ | ----------------- | ------- |
| 1      | Jody Scheckter    | 51 (60) |
| 2      | Gilles Villeneuve | 47 (53) |
| 3      | Alan Jones        | 40 (43) |
| 4      | Jacques Laffite   | 36      |
| 5      | Clay Regazzoni    | 29 (32) |
| Zdroj: |                   |         |

Pohár konstruktérů
| Pořadí | Konstruktér   | Body |
| ------ | ------------- | ---- |
| 1      | Ferrari       | 113  |
| 2      | Williams-Ford | 75   |
| 3      | Ligier-Ford   | 61   |
| 4      | Lotus-Ford    | 39   |
| 5      | Tyrrell-Ford  | 28   |
| Zdroj: |               |      |